# Авеллино, Франческо Мария
Франческо Мария Авеллино (итал. Francesco Maria Avellino; 14 августа 1788, Неаполь, — 9 марта 1850, там же) — итальянский археолог.

## Биография
Франческо Мария Авеллино родился в Неаполе 14 августа 1788 года.
Одновременно работал юристом, экономистом, поэтом, археологом, филологом, а в свободное от работы время увлекался нумизматикой, эпиграфикой.
Работал в Неаполитанском университете. Был профессором права, а впоследствии греческой литературы, политической экономии и римского права. Франческо Мария Авеллино был президентом итал. Accademia della Crusca и итал. Accademia Ercolanese.
В 1808 году основал журнал итальянской нумизматики, издававшийся до 1814 года.
С 1809 по 1815 год воспитывал детей Мюрата.
В 1820 году Франческо Мария Авеллино занял кафедру политической экономии, в это же время стал составлять каталог богатейшей коллекции монет в «Museo Borbonico».
В 1842 году основал «Неаполитанский археологический информационный бюллетень» (итал. Bullettino archeologico Napoletano), который издавался до 1848 года. С 1839 до 1850 года был руководителем археологических раскопок в Помпеях.

## Вклад в науку
Вместе с Progresso Франческо Мария Авеллино опубликовал работу, в которой предлагались новые методы археологии.